# 千早 (豊島区)
千早（ちはや）は、東京都豊島区の町名。現行行政地名は千早一丁目から千早四丁目。住居表示実施済区域。

## 地理
東京メトロ有楽町線・東京メトロ副都心線千川駅～要町駅の南側の地域であり、北側に要町、板橋区向原、東側に西池袋、南側に長崎、西側に練馬区旭丘に接している。しかし町域内には鉄道駅を持たず、最寄り駅の千川駅、要町駅はいずれも要町に所在する。主に住宅地として利用される。一丁目側は東京都道317号環状六号線（山手通り）、首都高速中央環状新宿線と接し、三丁目、四丁目は東京都道420号鮫洲大山線（千川通り）が通っている。

### 地価
住宅地の地価は、2025年（令和7年）1月1日の公示地価によれば、千早1-28-15の地点で69万6000円/m2、千早2-44-8の地点で69万円/m2、千早4-22-13の地点で65万円/m2となっている。

## 歴史
かつての長崎村の一部で1871年（明治4年）11月に浦和県（現：埼玉県）から東京府に編入された。1932年に豊島区の一部となる。

## 世帯数と人口
2023年（令和5年）1月1日現在（東京都発表）の世帯数と人口は以下の通りである。
| 丁目       | 世帯数    | 人口     |
| ---------- | --------- | -------- |
| 千早一丁目 | 2,337世帯 | 3,501人  |
| 千早二丁目 | 2,521世帯 | 4,218人  |
| 千早三丁目 | 1,376世帯 | 2,584人  |
| 千早四丁目 | 1,389世帯 | 2,306人  |
| 計         | 7,623世帯 | 12,609人 |

### 人口の変遷
国勢調査による人口の推移。
| 年                 | 人口   |
| ------------------ | ------ |
| 1995年（平成7年）  | 12,058 |
| 2000年（平成12年） | 12,084 |
| 2005年（平成17年） | 11,999 |
| 2010年（平成22年） | 12,858 |
| 2015年（平成27年） | 12,516 |
| 2020年（令和2年）  | 13,098 |

### 世帯数の変遷
国勢調査による世帯数の推移。
| 年                 | 世帯数 |
| ------------------ | ------ |
| 1995年（平成7年）  | 5,986  |
| 2000年（平成12年） | 6,379  |
| 2005年（平成17年） | 6,658  |
| 2010年（平成22年） | 7,311  |
| 2015年（平成27年） | 7,145  |
| 2020年（令和2年）  | 7,667  |

## 学区
区立小・中学校に通う場合、学区は以下の通りとなる（2017年12月現在）。なお、豊島区の小・中学校では学校選択制度を導入しており、以下の指定校に隣接している通学区域の学校も選択することが可能。
| 丁目       | 番地                               | 小学校               | 中学校             |
| ---------- | ---------------------------------- | -------------------- | ------------------ |
| 千早一丁目 | 全域                               | 豊島区立要小学校     | 豊島区立千川中学校 |
| 千早二丁目 | 1〜4番 14〜18番 28〜32番 38〜42番  | 豊島区立要小学校     | 豊島区立千川中学校 |
| 千早二丁目 | 5〜13番 19〜27番 33〜37番 43〜44番 | 豊島区立千早小学校   | 豊島区立明豊中学校 |
| 千早三丁目 | 全域                               | 豊島区立千早小学校   | 豊島区立明豊中学校 |
| 千早四丁目 | 全域                               | 豊島区立さくら小学校 | 豊島区立明豊中学校 |

## 交通

### バス
- 池袋車庫停留所（国際興業バス）
  - 池07系統 - 江古田二又行、サンシャインシティ南行
  - 池11系統 - 池袋駅西口行、中野駅北口行（国際興業バス、関東バス）
  - 池80系統 - 池袋駅西口行
  - 池82系統 - 熊野町循環経由池袋駅西口行
  - 池83系統 - 要町循環池袋駅西口行
  - 池84系統 - 中丸町循環池袋駅西口行
  - 池85系統 - 日大病院行
- 千早四丁目停留所、千早高校停留所（国際興業バス）
  - 池07系統 - 江古田二又行、サンシャインシティ南行

### 道路
- 首都高速中央環状新宿線
- 東京都道317号環状六号線（山手通り）
- 東京都道420号鮫洲大山線（千川通り）

## 事業所
2021年（令和3年）現在の経済センサス調査による事業所数と従業員数は以下の通りである。
| 丁目       | 事業所数  | 従業員数 |
| ---------- | --------- | -------- |
| 千早一丁目 | 88事業所  | 911人    |
| 千早二丁目 | 110事業所 | 724人    |
| 千早三丁目 | 45事業所  | 364人    |
| 千早四丁目 | 56事業所  | 447人    |
| 計         | 299事業所 | 2,446人  |

### 事業者数の変遷
経済センサスによる事業所数の推移。
| 年                 | 事業者数 |
| ------------------ | -------- |
| 2016年（平成28年） | 286      |
| 2021年（令和3年）  | 299      |

### 従業員数の変遷
経済センサスによる従業員数の推移。
| 年                 | 従業員数 |
| ------------------ | -------- |
| 2016年（平成28年） | 2,042    |
| 2021年（令和3年）  | 2,446    |

## 施設

### 千早一丁目
- 学校法人城西学園
  - 城西大学附属城西中学校・高等学校
  - 城西放射線技術専門学校
- 豊島区立千早第一保育園
- 国際興業バス池袋営業所
- 新東京木材会館
- ニッポンレンタカー池袋要町営業所
- 東京トヨタ自動車豊島店
- 電経新聞社

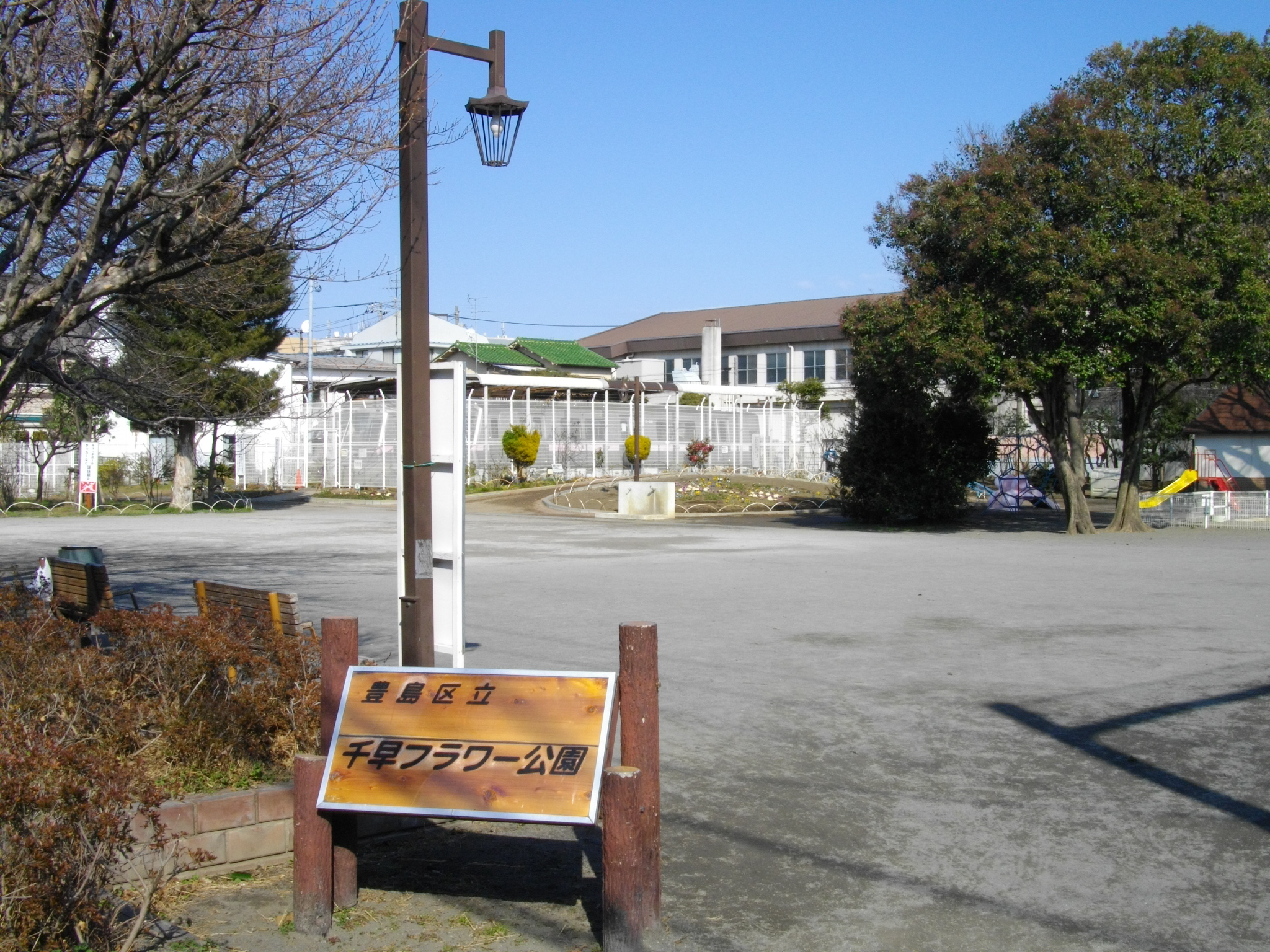
千早フラワー公園

- 宝光寺 - 真宗興正派の仏教寺院。山号は西念山。
- 千早フラワー公園（旧千早一丁目児童遊園）
- 千早第二公園

### 千早二丁目

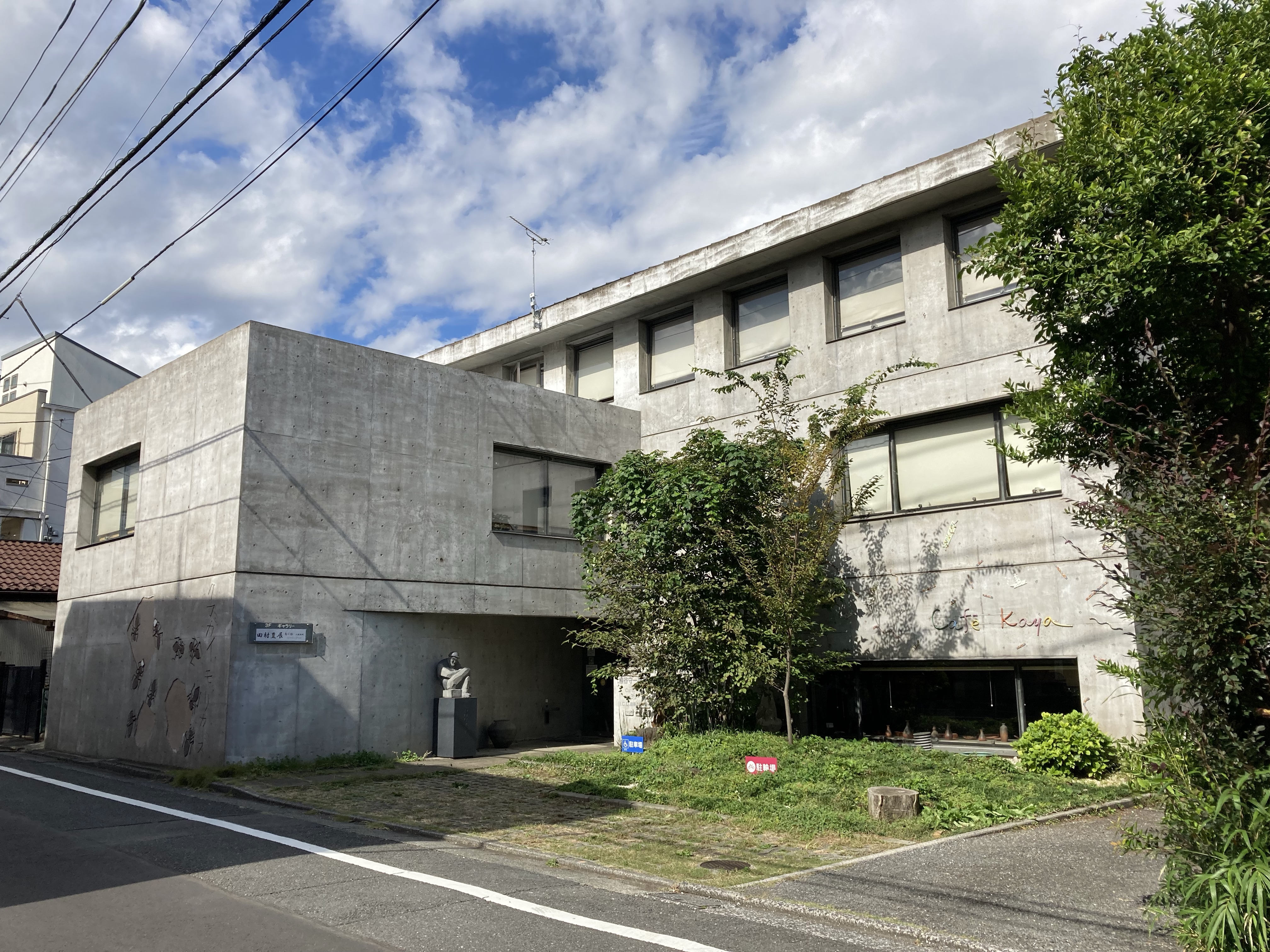
熊谷守一美術館

- 豊島区西部区民事務所 - かつての豊島区立平和小学校。児童数減少により廃校になったが建物はそのまま事務所として使われている。アトリエ村などの資料も展示している。
- 豊島千早郵便局
- 千早地域文化創造館
- 豊島区立千早図書館
- 千早二丁目公園（旧千早二丁目児童遊園）
- 千早緑地公園
- 我楽多文庫
- 社会教育会館
- 豊島区立熊谷守一美術館
- 千早公園
- 東京電力千早変電所
- 天理教伊豆島分教会

### 千早三丁目
- 豊島区立千早小学校
- 東京都立千早高等学校
- 千早こどもの家保育園
- 千川親水公園
- 小鳥がさえずる公園
- 千早三丁目児童遊園

### 千早四丁目
- 東京都立豊島高等学校
- 千早四丁目公園（旧千早四丁目児童遊園）
- 千早四丁目なかよし公園（旧千早四丁目なかよし広場児童遊園）
- 千早遺跡[15]

### 廃止施設
- 豊島区立平和小学校 - 1999年閉校。豊島区立要小学校と統合[16]。
- 豊島区立千早中学校・豊島区立第十中学校 - 2004年に豊島区立明豊中学校に統合[17]。
- 千早けやき公園（旧千早二丁目仮児童遊園） - 金剛院所有。1960年設置[18]。2007年区議会で廃止条例が可決[19]。
- 千早児童館 - 2015年廃止[20]。

## その他

### 日本郵便
- 郵便番号 : 171-0044[3]（集配局 : 豊島郵便局[21]）。